# Conmemoración
La conmemoración es el recuerdo de una persona o de un evento histórico o religioso con el fin de preservar su memoria.
Muchas conmemoraciones son periódicas, generalmente coincidiendo con el aniversario de la fecha de nacimiento o de muerte de una persona o de la fecha en que se produjo un evento. La muerte de una persona puede ser recordada con actos solemnes, como un minuto de silencio o un funeral.
El significado de los términos «conmemoración» y «celebración» tiene cierto grado de solapamiento, aunque no son sinónimos. Para algunos autores,[¿quién?] una celebración puede recordar un acontecimiento alegre, festivo o simplemente solemne, mientras que una conmemoración puede recordar, además de lo anterior, un acontecimiento triste o luctuoso. Otros[¿quién?] contraponen los dos términos de forma más tajante, de manera que se celebra un acontecimiento alegre, como el nacimiento de una persona o el final de una guerra, pero se conmemora un acontecimiento triste, como la muerte de una persona o el inicio de una guerra.

## Tipos de conmemoraciones
Según el historiador Pascal Ory, la conmemoración puede presentarse de tres maneras:
- Historiográfica, mediante el conjunto de publicaciones, exposiciones y conferencias que cuestionan el uso de la memoria relativa a acontecimientos, lugares o personajes conmemorados;
- Artística, mediante la erección de obras de arte monumentales, la instalación de placas conmemorativas, el nombramiento de edificios públicos (como estaciones de transporte o aeropuertos) y vías públicas (odónimos) o la emisión de monedas, medallas y sellos;
- Ceremonial, mediante eventos ritualizados, manifestaciones, desfiles y espectáculos.[3]

## Religión
En la liturgia católica, la conmemoración es el recuerdo de un santo con motivo del aniversario de su muerte en la celebración de la misa. El santoral es el conjunto de los santos que son conmemorados de esta manera.
Además de ello, las principales iglesias cristianas tienen instituida el 2 de noviembre la Conmemoración de los Fieles Difuntos como un día de recuerdo de los fallecidos.